# Gayella luispenai
Gayella luispenai är en stekelart som beskrevs av Willink och Ajmat 1979. Gayella luispenai ingår i släktet Gayella och familjen Masaridae. Inga underarter finns listade i Catalogue of Life.